# Yūta Koide
Yūta Koide (jap. 小出 悠太, Koide Yūta; * 20. Oktober 1994 in der Präfektur Chiba) ist ein japanischer Fußballspieler.

## Karriere
Yūta Koide erlernte das Fußballspielen in der Schulmannschaft der Funabashi Municipal High School sowie in der Universitätsmannschaft der Meiji-Universität. Seinen ersten Profivertrag unterschrieb er 2017 bei Ventforet Kofu. Der Verein aus Kōfu, einer Großstadt in der Präfektur Yamanashi auf Honshū, der Hauptinsel Japans, spielte in der höchsten japanischen Liga, der J1 League. Ende 2017 musste er mit dem Club den Weg in Zweitklassigkeit antreten. Für Ventforet absolvierte er 80 Erst- und Zweitligaspiele. Anfang 2020 wurde er von Ōita Trinita unter Vertrag genommen. Der Verein aus Ōita spielte in der ersten Liga. Am Saisonende 2021 belegte er mit Ōita den 18. Tabellenplatz und musste in zweite Liga absteigen. Nach insgesamt 49 Ligaspielen wechselte er im Januar 2023 zum Ligakonkurrenten Vegalta Sendai. Nach zwei Spielzeiten, in denen er 69 Ligaspiele bestritt, wechselte er im Januar 2025 zum ebenfalls in der zweiten Liga spielenden Ventforet Kofu.